# 플로이드 헨리 올포트
플로이드 헨리 올포트(Floyd Henry Allport, 1890년 8월 22일 ~ 1979년 10월 15일)는 실험사회심리학의 아버지로 간주되는 미국의 심리학자이다. 주로 행동과학 분야의 사회심리학을 체계화했다. 그의 저서 사회심리학(Social Psychology, 1924년)은 이 분야의 이후 문헌들에 영향을 주었다.:127 그는 특히 여론, 태도, 도덕, 소문, 행동에 관심을 가졌다. 실험과 조사연구를 통해 이 주제들을 탐구하는데 집중했다.